# Michael van der Mark

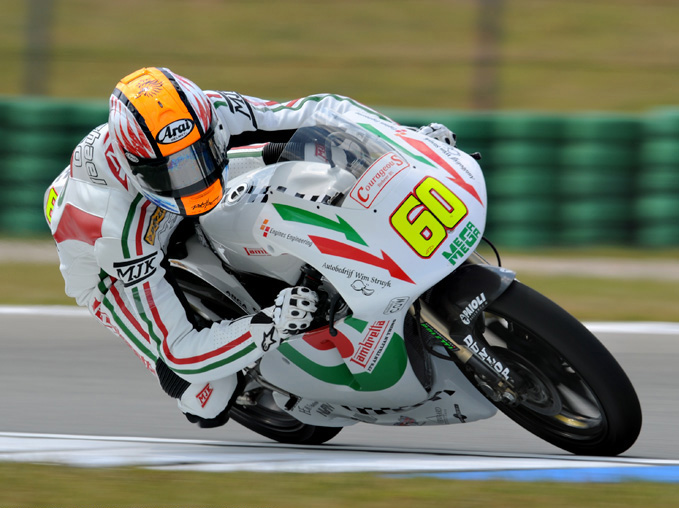
Michael van der Mark på TT-banan i Assen 2010.

Michael van der Mark, född 26 oktober 1992 i Gouda, är en nederländsk roadracingförare som sedan 2015 kör VM i Superbike. Han blev säsongen 2014 världsmästare i Supersport. Han har också vunnit Suzuka 8-timmars 2013 och 2014, båda gångerna på Honda tillsammans med Takumi Takahashi och Leon Haslam.
van der Mark gjorde VM-debut i Grand Prix Roadracing 2008 i 125GP-klassen på TT Circuit Assen. Det var hans enda Grand Prix det året. 2009 deltog han även på Assen. 2010 körde han en halv säsong på en Lambretta i 125GP innan han sadlade om till Superstock 600 som är en supportklass till Superbike och Supersport. 2012 blev van der Mark europamästare i Superstock 600. Till 2013 fick han kontrakt med Ten Kate Honda att köra för teamet i Supersport-VM. Han blev fyra i VM efter en andraplats och tre tredjeplatser. Supersport-VM 2014 tog van der Mark sin första heatseger genom hemmavinsten på Assen 27 april och han följde upp med fyra segrar till och tog en klar ledning i VM. Världsmästartiteln säkrade van der Mark genom segern på Jerez 7 september. 2015 gick van der Mark upp i Superbike, fortfarande hos Ten Kate Honda med 2014 års Superbikevärldsmästare Sylvain Guintoli som stallkamrat. Han blev sjua i VM med tre tredjeplatser som främsta resultat. 2016 fortsatte van der Mark hos Honda men med Nicky Hayden som stallkamrat. Han tog sex pallplatser och kom på fjärde plats i VM. Till 2017 flyttade van der Mark till Yamahas fabriksteam i Superbike. Samma år fick han också göra debut i MotoGP som ersättare för Jonas Folger i Tech 3 Yamaha.